# La extraña pareja (serie de televisión)
La extraña pareja es una serie de televisión estadounidense del género sitcom, inspirada en la obra de teatro La extraña pareja, de Neil Simon y en la película La extraña pareja, dirigida por Mike Nichols.

## Argumento
La serie se centra en la no siempre sencilla convivencia de Felix y Oscar, dos hombres divorciados que por circunstancias de la vida se ven obligados a compartir apartamento. 

## Reparto
- Tony Randall	 ...	Felix Unger
- Jack Klugman	 ...	Oscar Madison
- Al Molinaro ...	Agente Murray Greshler
- Penny Marshall	 ...	Myrna Turner
- Elinor Donahue ...	Miriam Welby
- Garry Walberg	 ...	Speed
- Janis Hansen	 ...	Gloria Unger
- Larry Gelman	 ...	Vinnie
- Joan Hotchkis	 ...	Dra. Nancy Cunningham

## Premios
- Premios Emmy.
  - Mejor actor: Jack Klugman (1971, 1973).
  - Mejor actor: Tony Randall (1975).

- Globos de Oro.
  - Mejor actor: Jack Klugman (1974).

- Datos: Q1424202
- Multimedia: The Odd Couple (TV series) / Q1424202